# Електронско менторство
Електронско менторство (e-mentoring) је начин пружања вођених савета коришћењем онлајн софтвера или е-поште. Ова врста менторства се појавила у области саветовања настанком интернета, а почелa је да постаје популарнa око 1993. године. Њеna прва употреба била је за повезивање школараца са предузетницима.

## Рано електронско менторство
Рани програми е-менторства користили су комуникацију путем е-поште да би повезали менторе и оне који су менторисани. Повремено је коришћена и телефонска комуникација, позната као телементоринг. Један од првих програма е-менторства развијен је 1990. године у Канади, где су искусни наставници из школа Британске Колумбије пружали онлајн подршку и обуку другим наставницима. Они се никада нису срели у лицем у лице.

## Електронско менторство засновано на вебу
Пројекти е-менторства се обично ослањају на решења заснована на вебу, посебно ако укључују децу. Софтвер на мрежи омогућава менторима и менторисанима да се пријаве у онлајн окружење где могу да ћаскају под надзором модератора и координатора.

## Средства за електронско менторство
Е-менторство се може обавити интеракцијом лицем у лице коришћењем услуга видео ћаскања као што су FaceTime, Google Meet, Skype, Facebook итд.

## Полемика и дебата
Онлајн подучавање се понекад погрешно упоређује са личним подучавањем. Медијум ограничава могућност добијања визуелних или друштвених информација, отежава тренутну повратну информацију и често се може посматрати као безличан.

## Утицај
На квалитет менторског односа снажно утиче количина заједничких интереса које ментор и менторисани имају. Већина добротворних организација и компанија које нуде е-менторство захтевају да постоји неки заједнички интерес између ментора и менторисаног.  Такође је опште прихваћено да је сваки менторски однос најефикаснији током прелазног периода у животу менторисаног, као што је пријављивање на универзитет или доношење одлука о будућим каријерама.